# Sapindus saponaria
Sapindus saponaria är en kinesträdsväxtart som beskrevs av Carl von Linné. Sapindus saponaria ingår i släktet Sapindus och familjen kinesträdsväxter.

## Underarter
Arten delas in i följande underarter:
- S. s. drummondii
- S. s. saponaria